# NGC 3129
NGC 3129 este o galaxie situată în constelația Leul. A fost descoperită în  de către William Herschel.